# Шар на цепи

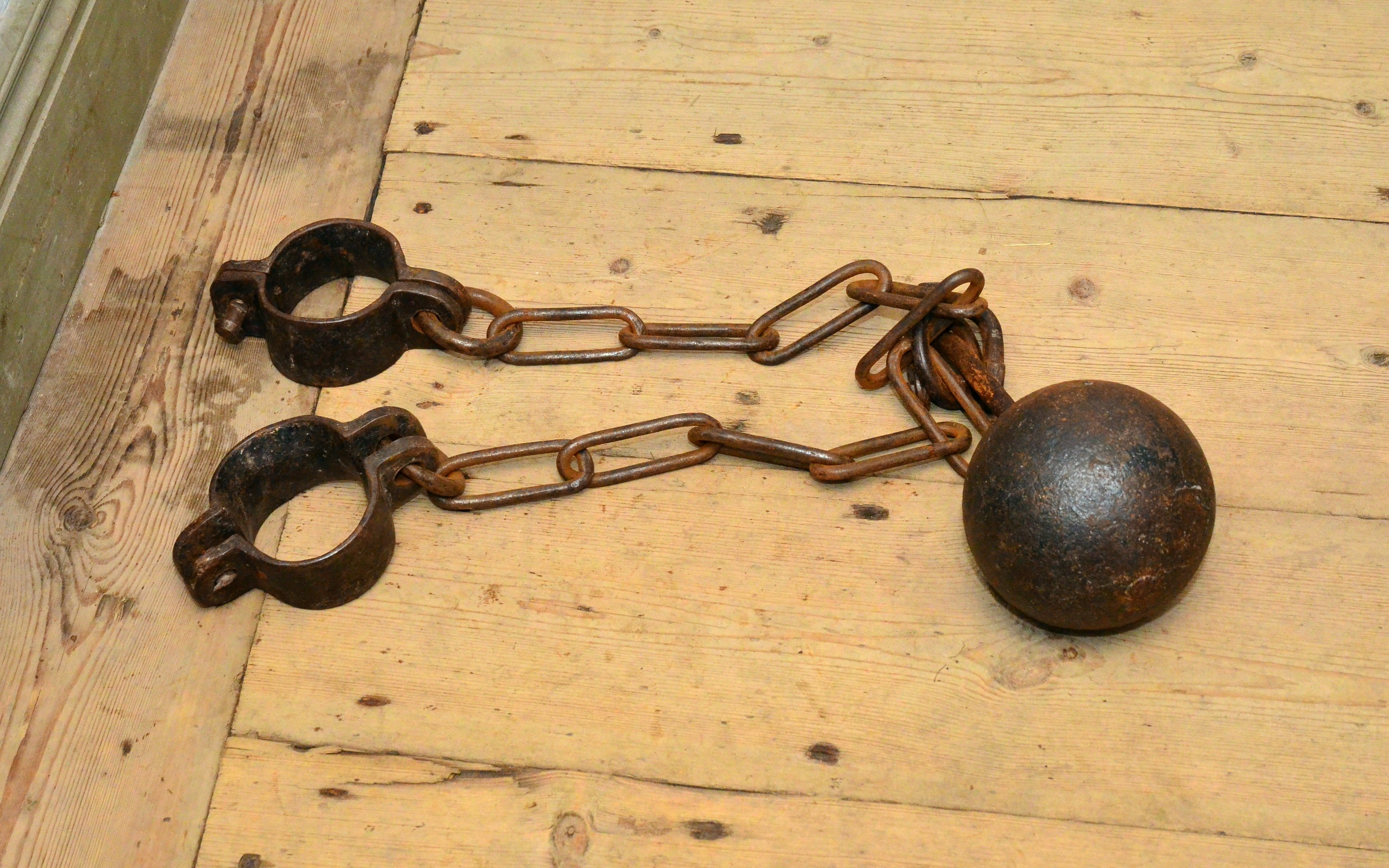

«Ball and chain» (дословно «Шар и цепи») — название типа кандалов, к которым прикрепляется большой увесистый шар, как правило, чугунный.
Данный метод физического ограничения передвижений заключённых применялся преимущественно в колониях Британской империи с XVII века до середины XX века. Работает эта система так, что «мяч», находящийся в конце цепи, своим весом замедляет своего владельца, что делает любую попытку побега значительно труднее.
Старейшая конструкция (XVII века) была найдена в Британии в 2009 году. Представляет собой сферу из высококачественного железа диаметром 15 сантиметров (5,9 дюйма) и весит около 8 килограммов (18 фунтов). Цепь была около 90 сантиметров (35 дюймов) в длину и заканчивалась мочкой.